# Sauce bretonne
La sauce bretonne est une sauce originaire de Bretagne.
Elle est constituée d'une base de sauce veloutée et d'une julienne d'oignon, poireau et céleri,.
Le Larousse gastronomique la définit comme une version brune de la sauce Soubise, qui a pour base une béchamelle.